# Cynops wolterstorffi
Cynops wolterstorffi é uma espécie de anfíbio caudado pertencente à família Salamandridae. Era endêmica da China.